# Schwedenbitter
Schwedenbitter oder Schwedenkräuter ist die Bezeichnung für eine Bitterspirituose. Er stellt jedoch kein Genussmittel im herkömmlichen Sinn dar, sondern gilt als ein Naturheilmittel. Außer Fertigprodukten sind auch die Grundzutaten („Schwedenkräuter“) sowie  Anleitungen zur eigenen Herstellung im freien Handel erhältlich, sodass die Bitterspirituose mit unterschiedlichsten Bezeichnungen und Zusammensetzungen zur Anwendung kommt. Dem Schwedenbitter wird eine wohltuende und teils heilende Wirkung nachgesagt, er kann innerlich und äußerlich angewendet werden. So soll er eine Vielzahl von Missempfindungen und Leiden lindern, was wissenschaftlich jedoch nicht belegt ist. Die Produkte sind nicht immer eindeutig zu klassifizieren und bewegen sich in einer Grauzone zwischen Lebens- und Arzneimittel. Geschmacklich ähnelt der Schwedenbitter dem Angosturabitter.

## Geschichte
Der Name geht auf die Nationalität der schwedischen Ärzte und Chemiker Urban Hjärne und Klaus Samst zurück. Urban Hjärne hatte ein Labor auf Kungsholmen, in dem er eigene Medikamente aus „geheimen“ Zutaten bereitete. Im Jahr 1692 erhielt er die Erlaubnis zum Verkauf von Elexir amarum durch Apotheken. Der Arzt Klaus Samst soll die Rezeptur im 18. Jahrhundert wiederentdeckt haben. Sie war früher bereits in der Familie Samst bekannt gewesen, jedoch in Vergessenheit geraten. Ferner soll auch bereits Paracelsus im 16. Jahrhundert eine ähnliche Arznei entwickelt haben. Die österreichische Kräuterkundige Maria Treben verhalf dem Schwedenbitter mit ihrem 1980 veröffentlichten Bestseller Gesundheit aus der Apotheke Gottes schließlich zu größerer Bekanntheit.

## Zusammensetzung
Maria Treben gibt in ihrem Buch Gesundheit aus der Apotheke Gottes eine Rezeptur aus Echter Aloe (auch Enzianwurzel oder Wermutpulver können verwendet werden), Myrrhe, Safran, Sennesblätter, Campher, Rhabarberwurzel, Zittwerwurzel, Manna cannelata, Theriak venezian, Eberwurzwurzel und Echte Engelwurz an, die mit Branntwein, Kornschnaps oder Ähnlichem in einer Flasche angesetzt werden; nach einigen Tagen wird filtriert und das Filtrat verwendet. Umfangreichere Zusammenstellungen mit weiteren Zutaten sind ebenfalls bekannt, woraus die Bezeichnung kleiner und großer Schwedenbitter resultiert. In einer Lebensmittelverordnung des Europäischen Parlaments vom 31. Dezember 2008 ist beispielsweise die Verwendung von Campher mit höchstens 850 mg/l erwähnt.

## Kritik
Weder die Bezeichnung Schwedenbitter selbst noch die Rezepturen sind in irgendeiner Form durch Patente oder Urheberrechte geschützt; somit kann jeder Hersteller seine eigene Rezeptur vermarkten. Die Zusammensetzung und Produktqualität – und infolgedessen mögliche (positive wie negative) Wirkungen und Nebenwirkungen – können schwanken. So beklagte das Chemische und Veterinäruntersuchungsamt Karlsruhe im Jahr 2004 die Nutzung und Verbreitung von Schwedenbitter und ähnlichen Produkten „als lebens- und arzneimittelrechtlich bedenkliche Weitergabe von medizinisch möglicherweise wirksamen, jedoch unkontrollierten Substanzen und Zusammensetzungen“, auch wenn sie häufig in Drogerien und Apotheken erhältlich sind.